# Berg- und Hüttenmännischer Verein
Der Berg- und Hüttenmännische Verein (BuH-Verein) ist eine farbenführende, nichtschlagende Studentenverbindung in Aachen, Berlin, Clausthal und Freiberg und geht auf den 1861 von Bergexpektanten gegründeten „Verein für Berg- und Hüttenleute zu Berlin“ zurück. Der BuH ist verbandsfrei und steht Männern und Frauen gleichermaßen offen.

## Organisation
Der BuH-Verein ist als Verband studienorientierter wissenschaftlichen Vereine an den vier Standorten und einem Altherrenverband organisiert. Die aktiven Vereine sind selbstständig bei der Gestaltung ihres Vereinslebens und bei der Auswahl von neuen Mitgliedern. Erhaltung und Förderung der bergmännischen Kultur sind ein zentrales Anliegen des Vereins, der unter anderem seit 1862 ein „Liederbuch für Berg- und Hüttenleute“ herausgibt, zurzeit in der 15. Auflage. Die Verbindung ist frei zugänglich für Studierende naturwissenschaftlicher und ingenieurwissenschaftlicher Studienrichtungen aller Herkunft und betont studienorientiert, nichtschlagend, nicht farbentragend, dachverbandslos und weltoffen ausgerichtet.

## Ausrichtung
An der Berliner Bergakademie besaß der BuH-Verein bis 1918 eine Hegemonialstellung; die Bergstudenten waren fast ausschließlich im Berg- und Hüttenmännischen Vereinen assoziiert. Konkurrenz entstand dem Verein durch den 1878 (aus-)gegründeten Agricola Akademischer Verein beziehungsweise Akademischer Verein Schlägel und Eisen mit dem man aber seither dennoch gute Beziehungen pflegt; gemeinsame Veranstaltungen der Altherrenvereine und der Aktivitates belegen dies.
Durch freundschaftliche Kontakte in der Freizeit – etwa bei Exkursionen und gemeinsamen Unternehmungen – nahmen die Bande zwischen den Vereinsmitgliedern des BuH-Vereins feste Züge an.
Der Verein war ursprünglich schlagend und richtete 1877/78 ein so genanntes Ehrengericht (später Ehrenrat) ein. Etliche Ehrenabkommen, Ehrenhändel und Ehrenordnungen zeigen eine Orientierung an den studentischen Corps an; 1883 wurde in der Satzung festgelegt, leichte Mensuren auf Corpswaffen des Kösener SC zu fechten, bei schweren Mensuren waren schwarze Waffen (Säbel) vorgegeben. Nach dem Zweiten Weltkrieg wurden die Mensuren nicht wieder aufgenommen, bereits in den 1990er-Jahren auch Frauen zugelassen. Die aktuellen Leitlinien betonen eine internationale Ausrichtung und eine liberal-freiheitliche, durch Toleranz geprägte Grundhaltung ohne Bindung des Vereins an Parteien und Weltanschauungen.

## 1861–1935
Zwischen 1861 und 2015 hatte der Verein etwa 1.600 Mitglieder. 1928 wurde ein „Altherrenverband des Berg- und Hüttenmännischen Vereins“ zu Berlin gegründet. 1935 wurde die Aktivitas des BuH-Vereins im Rahmen der Gleichschaltung als Kameradschaft in den Nationalistischen Studentenbund eingegliedert; der Altherrenverband wurde dem NS-Altherrenbund angegliedert.

## Neugründung 1946
Seine Neugründung beging der BuH-Verein im Jahre 1946 an der Technischen Hochschule Aachen. Daneben gründeten sich der „Akademische Bund für Berg- und Hüttenleute“ in Clausthal (1949) und der „Verein für Berg- und Hüttenleute“ an der Technischen Universität in Berlin-Charlottenburg. Diese drei aktiven Vereine schlossen sich am 19. September 1954 mit gemeinsamer Altherrenschaft unter dem Namen „Berg- und Hüttenmännischer Verein“ zusammen.
Die Gründung des BuH-Vereins fällt in eine erste Blütezeit der Vereine in der zweiten Hälfte des 19. Jahrhunderts. Von historischem Interesse ist vor allem das Selbstverständnis seiner Mitglieder.

## Wirkung
Das Selbstverständnis des BuH-Vereins und der Berufsgruppe der höheren Berg- und Hüttenbeamten an sich hatte erhebliche gesellschaftliche Konsequenzen. So richteten sich die Assessoren lange am patriarchalischen Herr-im-Haus-Verständnis der Ruhrbarone aus. Gleichzeitig waren sie mit umfangreichen betrieblichen Sozialeinrichtungen (etwa Krankenkassen oder Wohnheime) bedacht, Werkstreue bei den Arbeitern zu erzeugen, aber kollektive Interessenvertretung oder gewerkschaftliche Organisation zu unterbinden.

Dem Selbstbewusstsein der beamtischen Berufsgruppe entsprach auch ihre Stellung auf den Zechen und ein autoritäres, herrisches und schroff-direktes Auftreten. Gleichzeitig war man gemäß dem Motto Rein, Schlicht und Treu! wenig titelversessen, von Christian Dütting, einem prominenten Mitglied ist in den Lebenserinnerungen seiner Tochter überliefert: 

„Vater ließ sich nur »Herr Assessor« nennen, nie »Direktor« oder gar »Generaldirektor«. Das war nicht aus übertriebener Bescheidenheit, – Vater hatte durchaus ein gesundes Selbstbewußtsein! – er sagte: »Direktor kann man auch vom Flohzirkus sein.«“

Dieses Selbstverständnis war vor allem vor dem Hintergrund der erstarkenden Industrie und des expandierenden Kohlebergbaus Ende des 19. Jahrhunderts bis in die Weimarer Zeit und den Nationalsozialismus zu beobachten. Danach kam es mit der Rekonstituierung des Vereins nach 1945 und den Veränderungen im Zuge der zunehmenden technischen Professionalisierung wie auch der Kohlekrise zu mehrfachen Neuausrichtungen.

## Prägung der Mitglieder
Für die Mitglieder des Berg- und Hüttenmännischen Vereins hatte ihr Studium – anfangs noch teilweise an der Berliner Universität, später allein an der Berliner Bergakademie – stark prägenden Charakter. Ganz wesentlichen Anteil an diesem Formungsprozess hatten die bergbaulichen studentischen Korporationen, an erster Stelle der Verein. Kennzeichnend für diese Korporationen war die vollständige Einbindung der Mitglieder in ein Kollektiv unter zurückstellen der persönlichen Bedürfnisse und Freiheiten in Verbindung mit Verhaltens- und Deutungsregeln.
Besonders deutlich zeigt sich der besondere Corpsgeist im Rahmen der vereinsinternen Festkultur, die zwischen bergmännischem Brauchtum, beamtischer Pflicht und bürgerlichem „Standesbewusstsein“ besondere und eigenständige Formen annahm.